# Leichtathletik-Weltmeisterschaften 2003/10.000 m der Männer

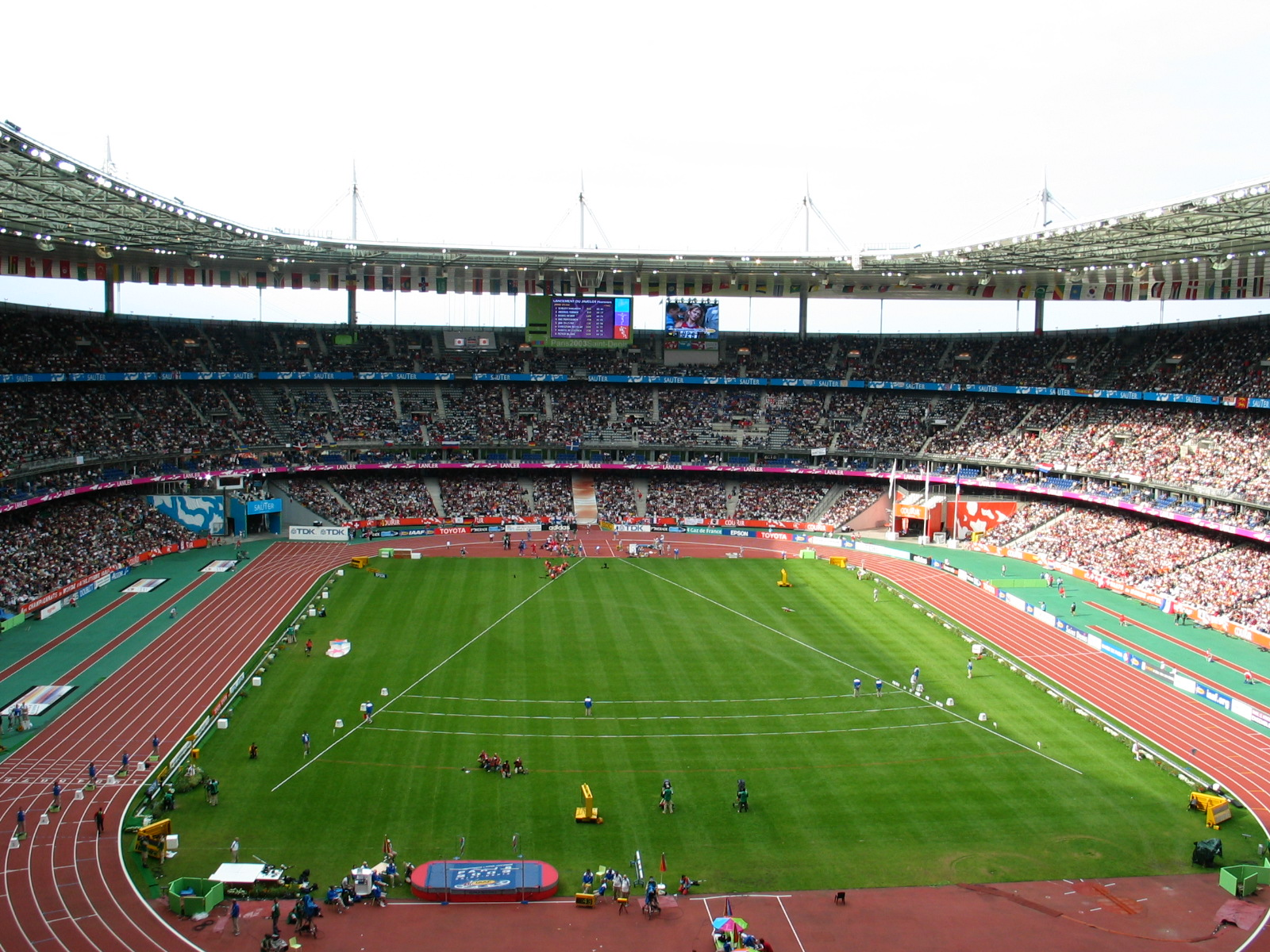
Stade de France in Paris/Saint-Denis am Schlusstag der Leichtathletik-Weltmeisterschaften

Der 10.000-Meter-Lauf der Männer bei den Leichtathletik-Weltmeisterschaften 2003 wurde am 24. August 2003 im Stade de France der französischen Stadt Saint-Denis unmittelbar bei Paris ausgetragen.
Die Läufer aus Äthiopien erzielten in diesem Wettbewerb einen Dreifachsieg. Weltmeister wurde Kenenisa Bekele, der in der Woche darauf noch Bronze über 5000 Meter gewann und hier seine ersten ganz großen Erfolge am Beginn seiner besonderen Karriere feiern konnte. Der Weltrekordinhaber Haile Gebrselassie, von 1993 bis 1999 vierfacher Weltmeister, außerdem zweifacher Olympiasieger (1996/2000), WM-Dritter von 2001 und 1993 Vizeweltmeister über 5000 Meter, kam auf den zweiten Platz. Bronze ging an Sileshi Sihine.
Das Rennen war gekennzeichnet von einer äußerst ungewöhnlichen Tempogestaltung. Die ersten drei Kilometer wurden mit Durchschnittszeiten von 2:48 min pro Kilometer (entspricht 67,2 s pro Runde) zurückgelegt. Das wäre auf eine Endzeit von etwa 28 Minuten hinausgelaufen. Das Feld blieb bis hierher dichtgedrängt zusammen. Doch dann verschärften die äthiopischen Läufer allen voran Haile Gebrselassie das Tempo enorm und legten durchschnittliche Kilometerzeiten von 2:38 min (entspricht Rundenzeiten von 63,2 s) vor. Das Feld fiel nun komplett in kleinere Gruppen oder Einzelläufer auseinander mit sich vergrößernden Abständen. Am Ende hatten sich die drei Äthiopier einen deutlichen Vorsprung vor allen anderen Wettbewerbern erarbeitet und machten die Entscheidung alleine unter sich aus. So kam auch noch eine Endzeit auf Weltklasse-Niveau zustande.

## Rekorde

### Bestehende Rekorde
| Weltrekord               | 26:22,75 min | Haile Gebrselassie | Hengelo, Niederlande          | 1. Juni 1998   |
| Weltmeisterschaftsrekord | 27:12,95 min | Haile Gebrselassie | WM 1995 in Göteborg, Schweden | 8. August 1995 |

### Rekordverbesserung

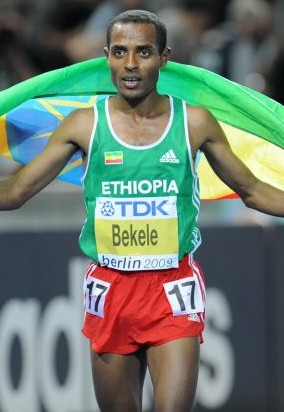
Wachablösung: Weltmeister Kenenisa Bekele entthronte nun endgültig seinen Vorgänger Haile Gebrselassie

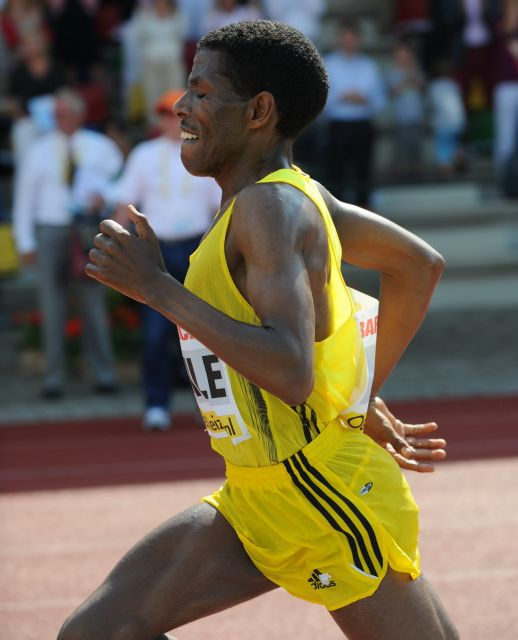
Silber für den vierfachen Weltmeister und Weltrekordinhaber Haile Gebrselassie

Der äthiopische Weltmeister Kenenisa Bekele verbesserte den bestehenden WM-Rekord im Rennen am 24. August um 23,38 Sekunden auf 26:49,57 min.
Außerdem war ein Kontinentalrekord zu verzeichnen:

27:18,28 min (Asienrekord) – Ahmad Hassan Abdullah (Katar), Rennen am 24. August

## Durchführung
Bei nur 22 Teilnehmern waren keine Vorläufe notwendig, alle Läufer traten gemeinsam zum Finale an.

## Ergebnis
24. August 2003, 19:00 Uhr
| Platz | Name                   | Nation         | Zeit (min)  |
| ----- | ---------------------- | -------------- | ----------- |
| 1     | Kenenisa Bekele        | Äthiopien      | 26:49,57 CR |
| 2     | Haile Gebrselassie     | Äthiopien      | 26:50,77    |
| 3     | Sileshi Sihine         | Äthiopien      | 27:01,44    |
| 4     | Ahmad Hassan Abdullah  | Katar          | 27:18.28 AS |
| 5     | John Cheruiyot Korir   | Kenia          | 27:19,94    |
| 6     | Wilberforce Talel      | Kenia          | 27:33,60    |
| 7     | Charles Waweru Kamathi | Kenia          | 27:45,05    |
| 8     | Kamiel Maase           | Niederlande    | 27:45,46    |
| 9     | Karl Keska             | Großbritannien | 27:47,89    |
| 10    | Ismaïl Sghyr           | Frankreich     | 27:54,87    |
| 11    | David Galván           | Mexiko         | 27:55,31    |
| 12    | John Yuda Msuri        | Tansania       | 27:56,21    |
| 13    | Fabiano Joseph         | Tansania       | 28:06,36    |
| 14    | Alan Culpepper         | USA            | 28:14,92    |
| 15    | Teodoro Vega           | Mexiko         | 28:31,71    |
| 16    | Meb Keflezighi         | USA            | 28:35,08    |
| 17    | Cathal Lombard         | Irland         | 28:36,43    |
| 18    | Tomoo Tsubota          | Japan          | 28:37,10    |
| 19    | Daniel Browne          | USA            | 29:01,60    |
| DNF   | Dieter Baumann         | Deutschland    |             |
| DNF   | Salim Kipsang          | Kenia          |             |
| DNF   | Michael Aish           | Neuseeland     |             |
| DNS   | José Manuel Martínez   | Spanien        |             |

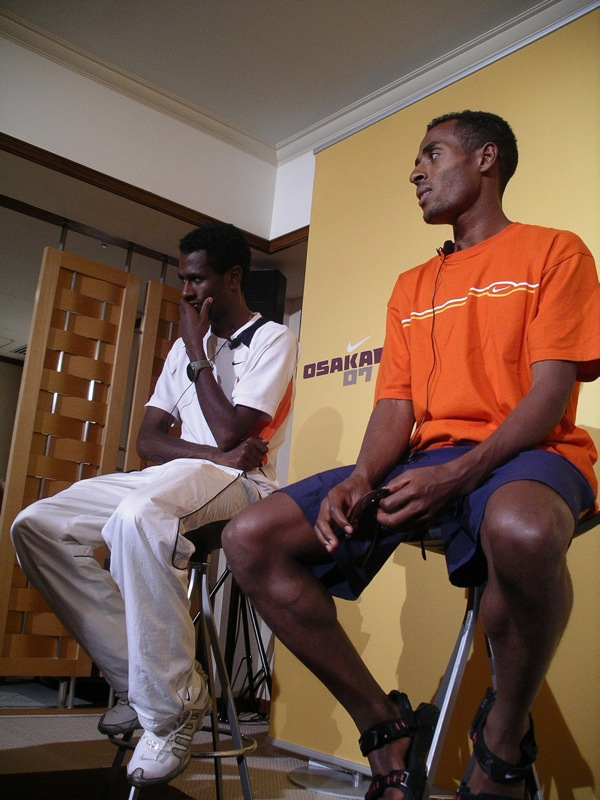
Bronzemedaillengewinner Sileshi Sihine (rechts)
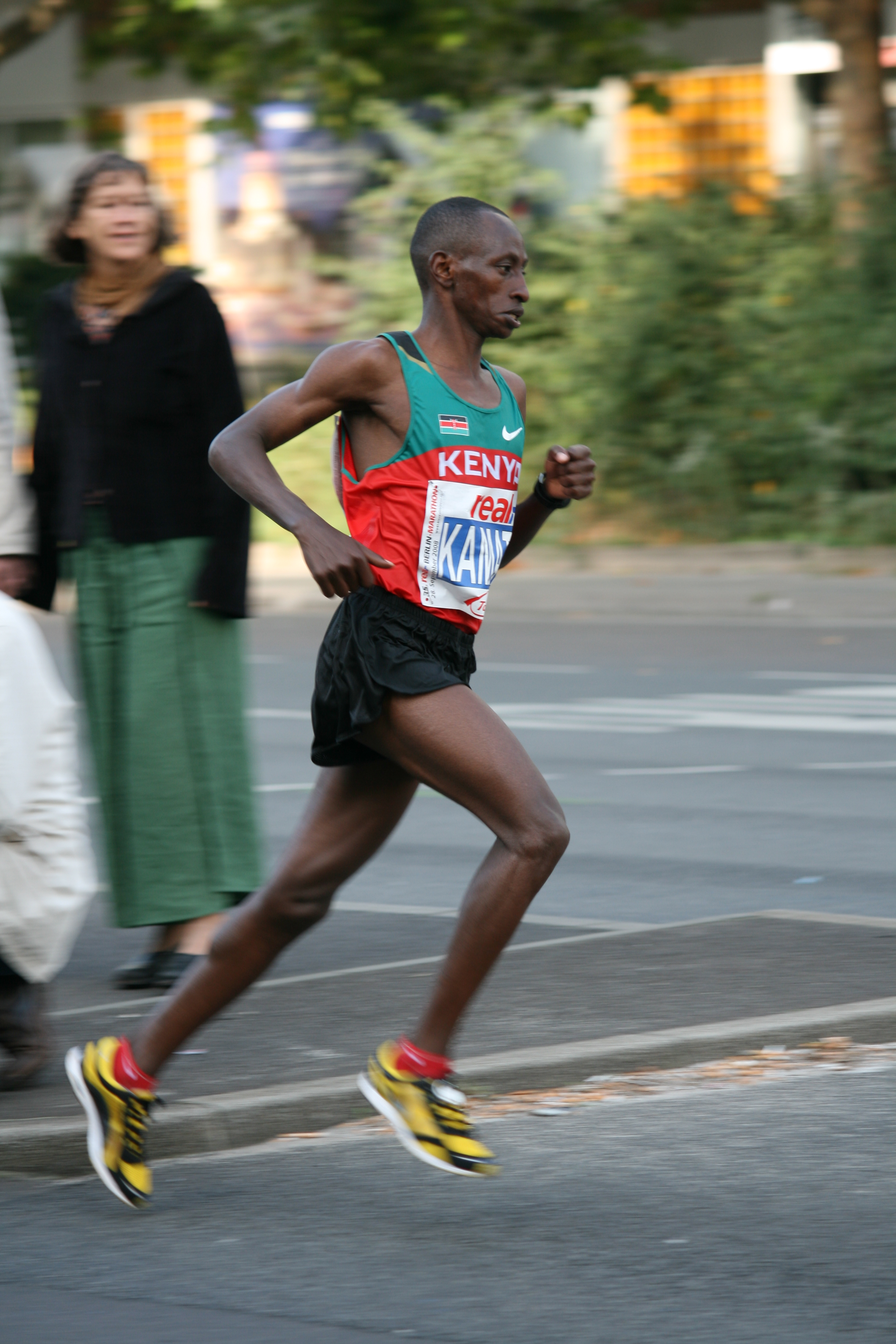
Charles Waweru Kamathi belegte Rang sieben
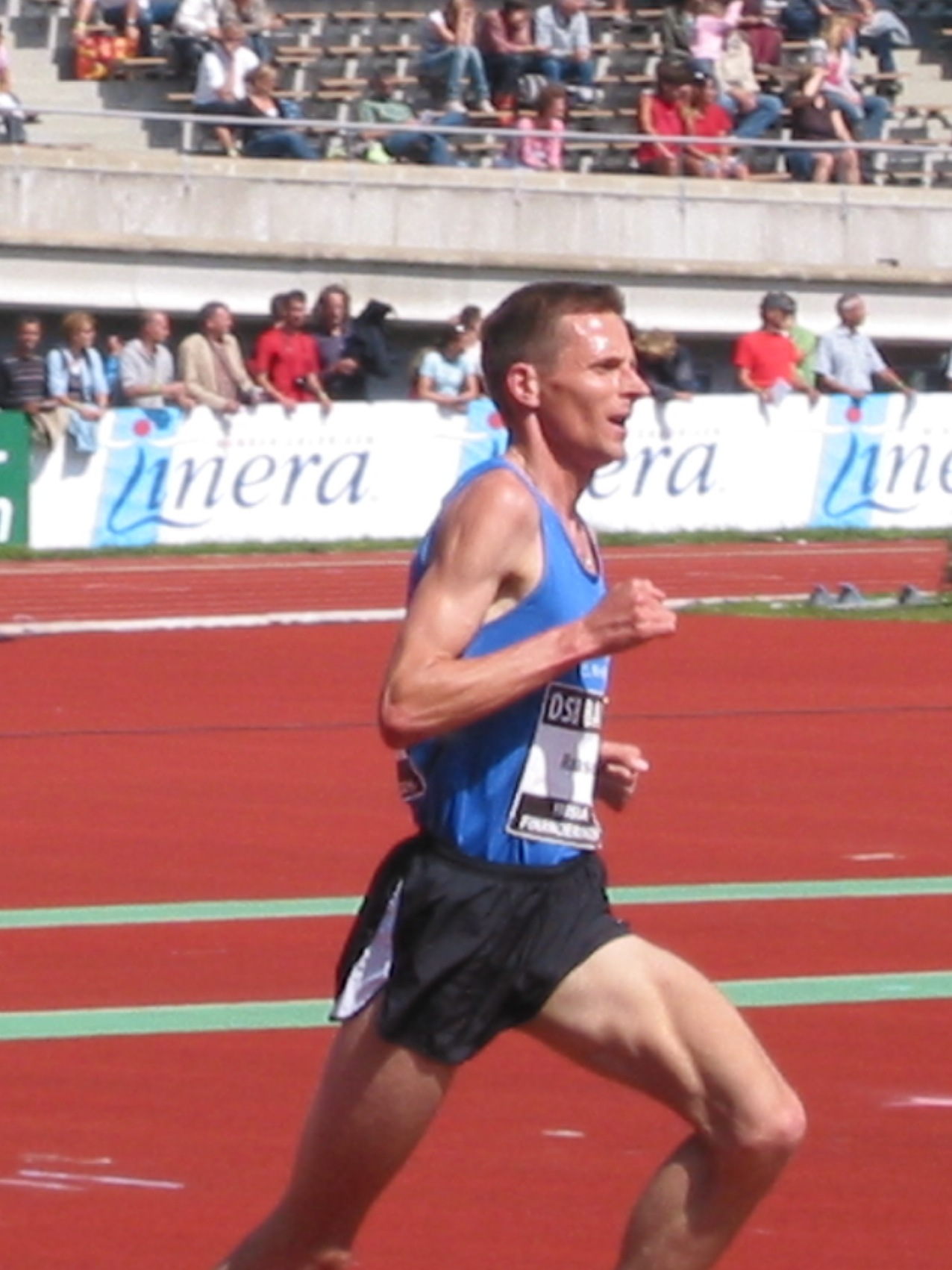
Der achtplatzierte Kamiel Maase
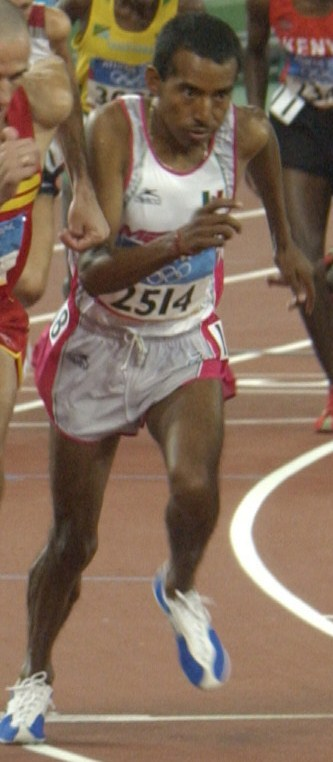
David Galván erreichte Platz elf
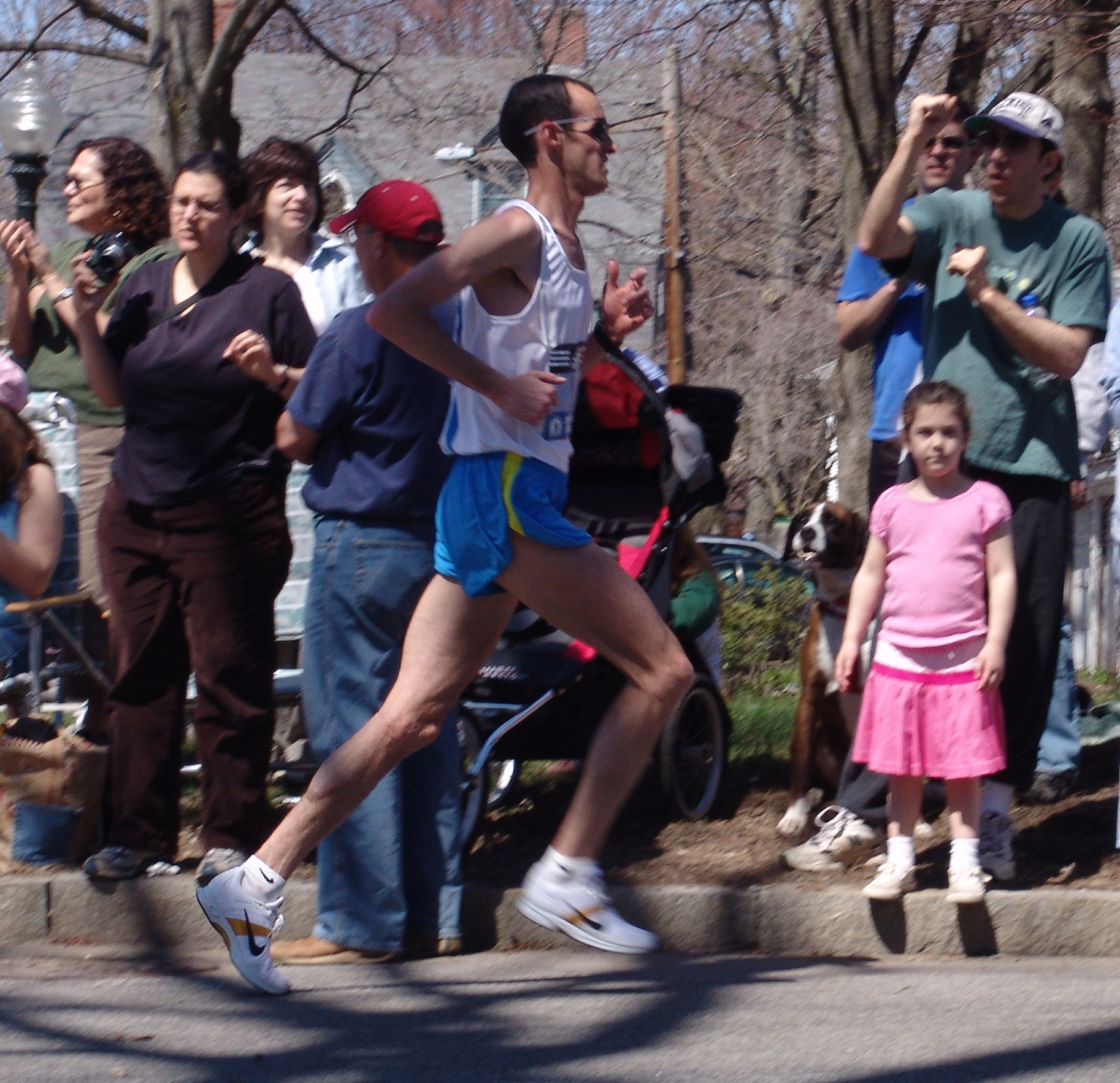
Alan Culpepper wurde Vierzehnter
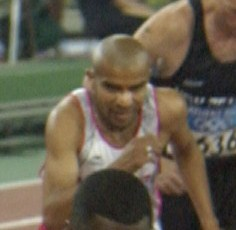
Rang fünfzehn für Teodoro Vega
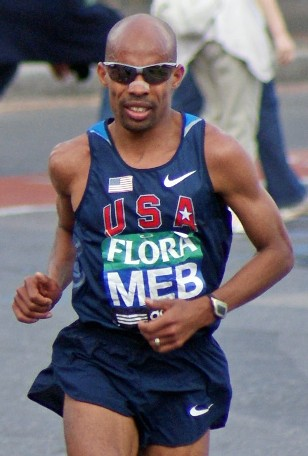
Meb Keflezighi kam auf den sechzehnten Platz
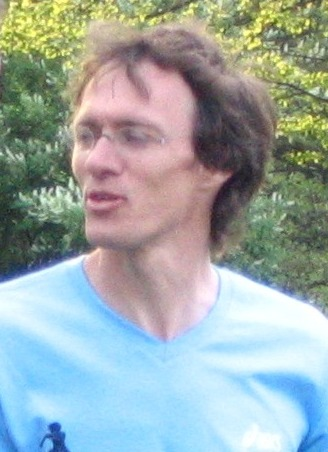
Dieter Baumann gab das Rennen nach der Tempoverschärfung durch die Äthiopier auf

## Videolinks
- 1999 IAAF World Athletics Championships - Men's 10,000m Final, Video veröffentlicht am 19. April 2011 auf youtube.com, abgerufen am 3. September 2020
- Bekele-Gabrselassie-10,000m,World Championships,Paris,2003, Video veröffentlicht am 16. Dezember 2012 auf youtube.com, abgerufen am 3. September 2020